# Buxolestes
Il bussoleste (gen. Buxolestes) è un mammifero primitivo estinto, vissuto nell'Eocene medio, i cui resti sono stati rinvenuti in Germania.

## Una lontra - toporagno
Per avere un'idea di questo strano mammifero si pensi a una lontra dotata di molari enormi. I suoi parenti, però vanno ricercati tra mammiferi ben più primitivi, forse simili ai toporagni. Il bussoleste, con ogni probabilità, era un animale semiacquatico, con una spiccata preferenza per gli ambienti fluviali o lacustri. Il corpo, infatti, era allungato e sinuoso, le zampe erano corte e la coda era molto lunga: il tutto farebbe pensare a un eccellente nuotatore. Il cranio era anch'esso allungato e dotato di grandi molari adatti a una dieta durofaga (ovvero di molluschi dotati di guscio). I resti di questo animale includono un bellissimo esemplare perfettamente conservato, appartenente alla specie Buxolestes piscator e rinvenuto nel giacimento a conservazione eccezionale di Messel: all'interno dell'esemplare sono stati rinvenuti resti di pesci, una prova che Buxolestes si cibava anche (o forse soprattutto) di questi animali. Un'altra specie di Buxolestes, scoperta di recente, è B. minor. Tra i parenti di questo strano mammifero, appartenente al gruppo dei pantolesti, da ricordare almeno il velenoso Bisonalveus.